# Fossombrone
Fossombrone (Fosombrón in dialetto gallo-piceno) è un comune italiano di 9 038 abitanti della provincia di Pesaro e Urbino nelle Marche.

## Geografia fisica
La cittadina di Fossombrone è il maggior centro della media Val Metauro ed è caratterizzato da un centro d'impronta medievale disteso sul pendio di un colle e dominato da una Cittadella e dai ruderi della Rocca malatestiana.
La parte moderna del paese si estende sulla pianura su entrambi i lati del fiume Metauro mentre la zona industriale si trova lungo la via Flaminia, dopo la località San Martino del Piano in direzione di Fano.
La frazione Calmazzo, che si trova sulla vecchia strada Flaminia poco prima della gola del Furlo, è sede di antichi ritrovamenti dell'epoca romana. Nel 1989 uno scavo effettuato nella zona dall'Università di Urbino ha portato alla luce il recinto sepolcrale della famiglia Cissonia.

## Origini del nome
Il nome Fossombrone deriva certamente da Forum Sempronii nome dell'antico centro romano legato a sua volta alla figura del tribuno Gaio Sempronio Gracco capitato in queste zone nel 133 a.C. per l'applicazione della legge agraria.

## Storia
L'abitato di Forum Sempronii, a 164 miglia da Roma, era situato più a est dell'attuale Fossombrone, in località San Martino del Piano. Fu presto elevato al rango di municipio (I secolo a.C.) e conobbe un periodo di splendore in epoca imperiale. Plinio il Vecchio (II secolo d.C.) nella sua Naturalis historia chiama i suoi abitanti Forosempronienses. 
La città fu devastata dai Goti guidati da Alarico, in transito verso Roma nel 409 d.C.. Durante la ventennale guerra gotica, ci fu un continuo passaggio di eserciti e dopo la vittoria dei bizantini di Narsete su Totila (552 d.C.), la città entrò a far parte dell'Esarcato di Ravenna, componendo la cosiddetta Pentapoli annonaria assieme a Urbino, Cagli, Gubbio e Jesi. Dopo tante rovine gli abitanti costruirono il nuovo centro sul colle che sovrasta l'attuale città.
In epoca longobarda il suo territorio fu teatro di una battaglia tra il re Liutprando e il ribelle duca di Spoleto Trasmondo che vinto, fu deposto e chiuso in un convento.
Fossombrone, come risulta dai documenti scritti, rimase fuori dal dominio della Chiesa fino al 999, dopo di che passò sotto il potere di papa Silvestro II. Durante i primi decenni del XIII secolo sotto il pontificato di Innocenzo III la città fu feudo di Azzo VI d'Este, passando successivamente al figlio Aldobrandino e poi ad Azzo VII. Nel 1228 la Casa d'Este, per meglio tutelare il proprio dominio su Fossombrone dalle mire espansionistiche dei signorotti vicini, subinfeudarono la città al vescovo Monaldo. Nei primi anni del XIV secolo lo Stato della Chiesa investì la famiglia Malatesta a signori della città. Essi provvidero alla costruzione di imponenti fortificazioni. 
Nel 1444 Galeazzo Malatesta, signore di Pesaro, vendette la città al conte Federico da Montefeltro. Sotto la sua signoria, Fossombrone godette di un periodo di prosperità per il fiorire di produzioni di lana, carta, seta e per il rinnovamento edilizio. A Federico succedette il figlio Guidobaldo che vi dimorò quasi costantemente a causa dell'amenità del luogo e per il clima salubre. A lui succedette Francesco Maria I della Rovere, nipote di Guidobaldo. Sotto i duchi Della Rovere la città fu notevolmente ampliata:  Francesco Maria II nel 1616 fece espandere l'abitato nella zona pianeggiante al di sotto del colle fino a toccare il fiume Metauro. Nel 1631, essendosi estinta la famiglia Della Rovere, l'intero ducato d'Urbino, e quindi anche Fossombrone, passò sotto il diretto controllo dello Stato della Chiesa, sino al 1860, anno di annessione al futuro Regno d'Italia, di cui seguì da allora le vicende storiche.

### Simboli
Lo stemma è stato riconosciuto con DCG del 7 luglio 1927.
Il gonfalone, concesso, contestualmente al titolo di Città, con regio decreto del 27 febbraio 1927, è un drappo troncato di rosso e di bianco.

## Monumenti e luoghi d'interesse

### Architetture civili e militari

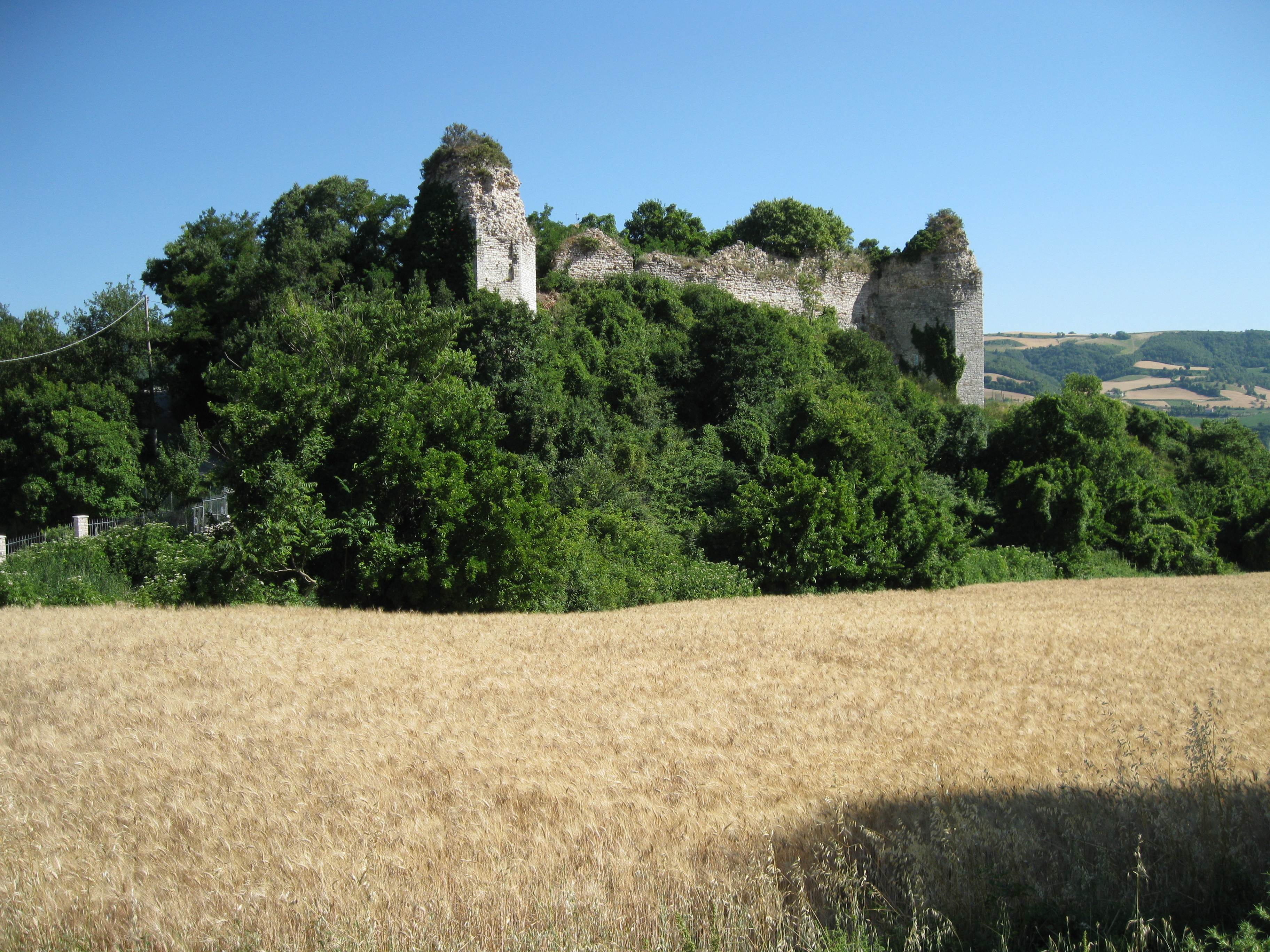
Rocca malatestiana

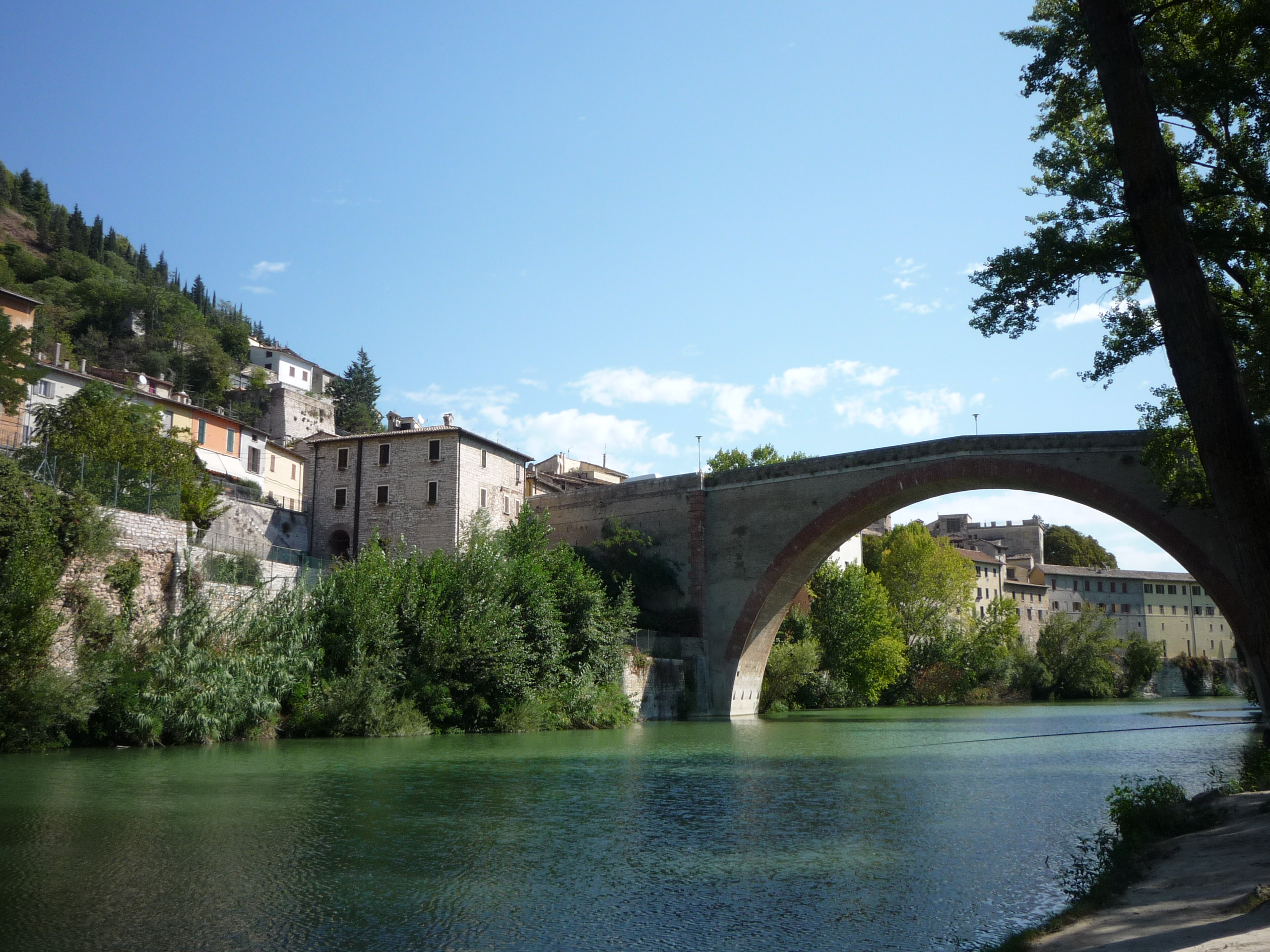
Ponte della Concordia, sul Metauro

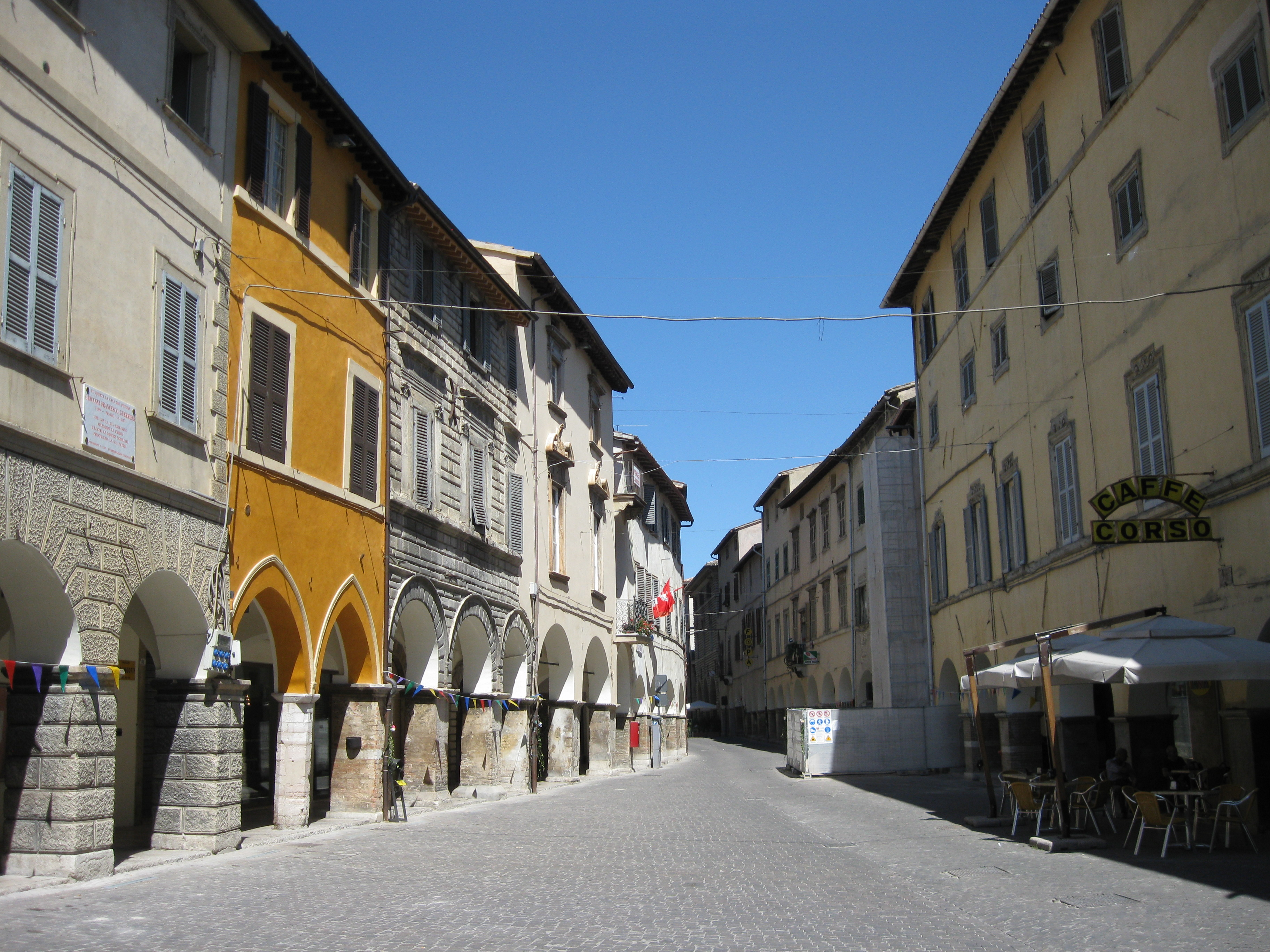
Corso Garibaldi

- Rocca malatestiana. La rocca del XIII-XV secolo oggi mostra solo i suoi ruderi, ma si possono riconoscere i possenti torrioni angolari, il mastio e la caratteristica pianta pentagonale dovuta all'intervento dell'architetto senese Francesco di Giorgio Martini.
- Ponte della Concordia. A cavallo del Metauro, è originario della seconda metà del secolo XVIII. Si presenta a un'unica arcata a schiena d'asino sul modello dei "ponti del diavolo" della tradizione medievale, e collega l'abitato storico con il quartiere di Sant'Antonio. Venne iniziato nel 1776 su progetto dell'architetto romano Filippo Marchionni, dopo un'esitazione di ben undici anni, ritardo causato per le incertezze nella scelta dei progetti, dell'esitazione per l'identificazione del sito e della difficoltà per reperire fondi. Sostituiva un manufatto precedente a cinque archi costruito nel 1292 e travolto da una enorme piena nel luglio del 1765. Si disse che una volta ultimato il manufatto, le autorità del tempo esitarono a far rimuovere le armature a centine di legno per paura che crollasse. La rimozione venne effettuata da un falegname dell'epoca, dietro promessa della concessione di tutto il materiale. Che sia stato costruito bene lo dimostra il fatto che quando le truppe tedesche in fase di ritirata nel 1944 minarono il ponte per farlo saltare, vi riuscirono in pieno solo con la terza carica di esplosivo che provocò il crollo dell'arco, mentre le prime due abbatterono solo le spallette laterali. Come si presenta attualmente, venne ricostruito dov'era e com'era nell'immediato dopoguerra.
- Corte Alta (Palazzo ducale di Fossombrone). La costruzione dell'edificio fu iniziata nel XIII secolo e rimaneggiata per volere del Duca Federico da Montefeltro con interventi di Luciano Laurana, Francesco di Giorgio Martini e Girolamo Genga. La parte centrale dell'edificio in principio gotica fu trasformata in stile rinascimentale con l'apertura di finestre e sedili su colonnine e stipiti in pietra, il soffitto di legno fu modificato a carena di nave e i pavimenti rifatti sul modello di quelli del Palazzo Ducale di Urbino. La loggia sul lato est offre una vista panoramica sulla città e gran parte della valle, pregevole è anche la sala del Trono detta anche Teatro Ducale. Nel 1508 vi morì il duca Guidobaldo da Montefeltro che la elesse quasi a sua dimora abituale.
- Corte Bassa e Corte Rossa. Fu una delle residenze forsempronesi dei duchi di Urbino, situata quasi di fronte Sant'Agostino è una costruzione cinquecentesca con porticato, finestre scolpite in arenaria, portale a bugnato piatto che pur avendo perduto molto del suo antico splendore conserva ancora la pregevole cappella privata del cardinal Giulio Della Rovere con all'interno stucchi attribuiti al Brandani. Questo edificio rinascimentale del XVI secolo fu costruito con interventi di Francesco di Giorgio Martini e di Girolamo Genga per il cardinale Giulio Della Rovere fratello del duca Guidobaldo II Della Rovere. Il palazzo possiede un cortile interno sopraelevato, con portali rinascimentali, un elegante ballatoio e un sottostante ninfeo opera di Ludovico Carducci; interessante è anche la cappellina del cardinal Giuliano. All'interno del palazzo le sale possiedono soffitti a cassettoni, vi è lo studio della duchessa Eleonora. Nel salone delle feste fu data la terza rappresentazione dell'Aminta del Tasso dopo quelle di Ferrara e Pesaro.
- Corso Garibaldi. Via principale cittadina. All'ingresso della via si apre largo Sempronio Gracco con un cippo dedicato all'omonimo personaggio, proseguendo per l'arteria si trovano palazzi monumentali tra i quali quattro con facciata a bugnato mentre sulla destra si estende la parte più antica della città.
- Palazzo comunale. Il palazzo che sorge lungo il corso, fu opera di Filippo Terzi nel XVI secolo, la facciata a bugnato in arenaria e il portico a quattro arcate con alti pilastri, dopo un fregio in pietra liscia possiede un ordine di finestre a fronti triangolari.
- Palazzo vescovile. L'edificio è situato dopo il palazzo comunale, fu eretto a partire dal 1479 per volere dell'allora vescovo di origine urbinate Girolamo Santucci che chiamò a lavorarvi maestranze già impegnate nella costruzione del Palazzo Ducale di Urbino tra i quali Domenico Rosselli. Il palazzo nel tempo ha subito notevoli rimaneggiamenti ma ancora oggi la facciata a bugnato conserva l'originario stile rinascimentale, questa un tempo provvista di portico è divisa da una cornice che funge da balconcino alle finestre del primo piano le quali sono sormontate da un fregio e da timpani triangolari e semicircolari in alternanza. L'interno è caratterizzato dal grande salone d'onore con fregio a ghirlande e stemmi di tutti i vescovi fossombronesi e dalla cappellina privata che conserva una Crocifissione, affresco attribuito a Bartolomeo di Gentile datato al 1493.
- Palazzo Cattabeni. Cinquecentesco palazzo lungo la sinistra di corso Garibaldi detto anche del Monte di Pietà, la sua facciata è a bugnato con un portico a tre arcate e con tre alte finestre in pietra liscia. La famiglia Cattabeni originari di Ferrara, si imparentò con i Seta-Rufo grazie al matrimonio del cavalier Flaminio  ereditando così il sontuoso palazzo cinquecentesco. L'edificio fu interamente restaurato e consolidato dopo i danni subiti durante la guerra, racchiude una cappella decorata a raffaellesche e sale con soffitti lignei e cassettoni.
- Palazzo Dedi. Si trova poco oltre palazzo Cattabeni, sulla destra di corso Garibaldi, edificato alla fine del XV secolo, la facciata è in bugnato piatto, con portico a tre arcate su robusti pilastri e finestre adornate da piccoli piastrini sormontate da trabeazione.

### Architetture religiose
- Concattedrale di Fossombrone

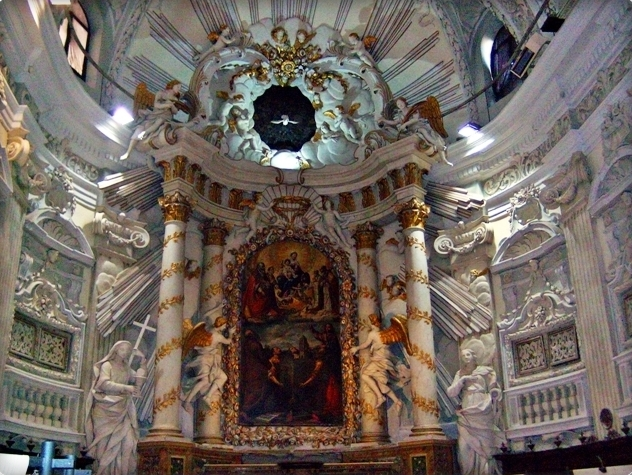
L'abside della Chiesa di San Filippo Neri.

- Chiesa di San Filippo Neri. L'edificio si trova sul lato sinistro del corso, fu edificato tra il 1608-13 dai forsempronesi per voto pubblico alla nascita del duca Federico Ubaldo figlio di Francesco Maria II Della Rovere. La facciata della chiesa è rimasta incompiuta mentre l'interno barocco ha stucchi attribuiti al plasticatore Tommaso Amantini. Questa chiesa barocca è utilizzata come ambiente per concerti e manifestazioni artistico-culturali promossi dal comune e dall'Associazione Vernarecci: che ne cura attualmente la gestione.Colle dei Cappuccini

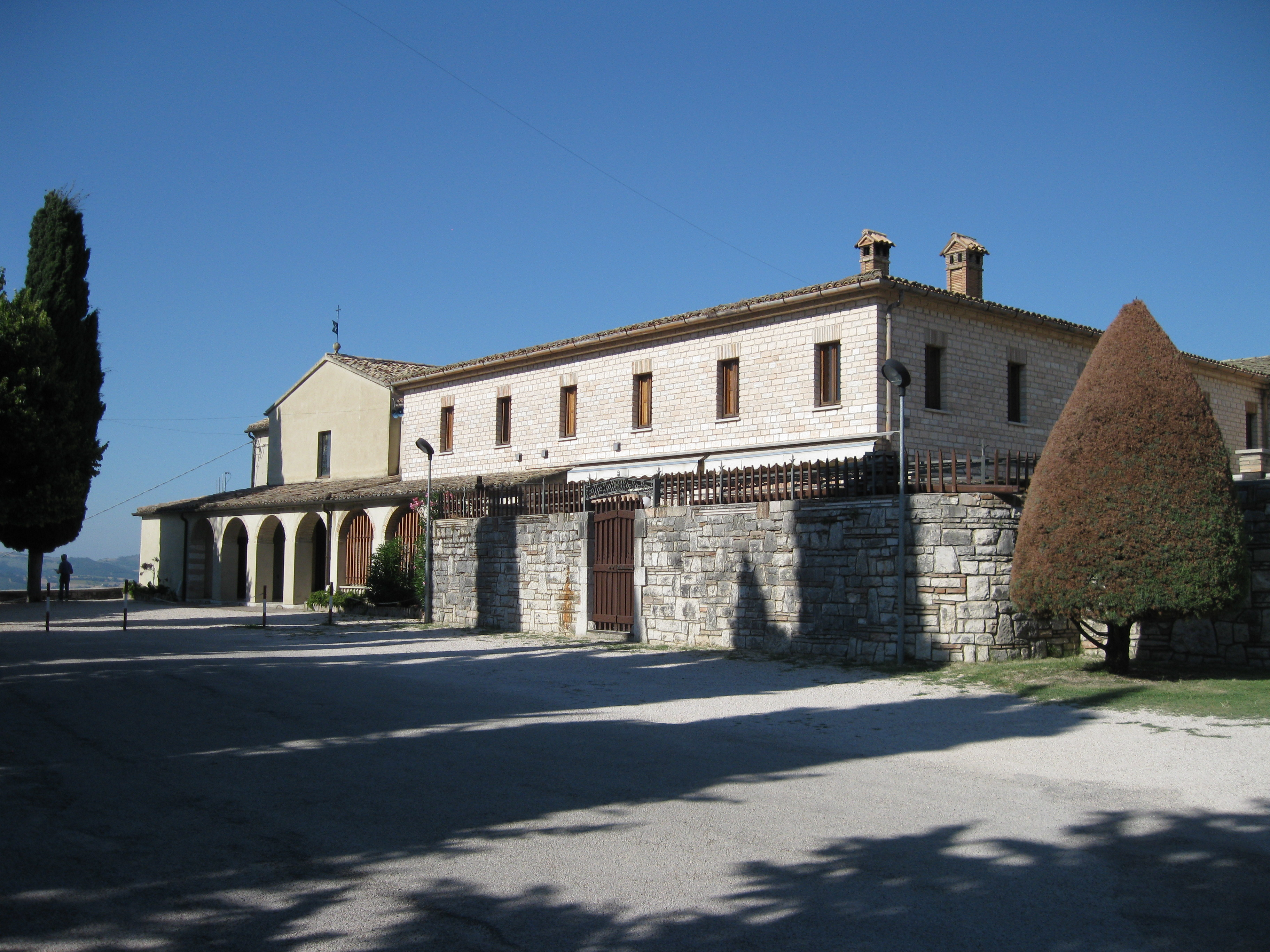
Colle dei Cappuccini

- Chiesa di Sant'Agostino. La chiesa si trova sempre sulla sinistra di corso Garibaldi, edificata nel XIV secolo mentre alla fine XVIII secolo fu ampliata e sopraelevata. La facciata a capanna è caratterizzata da un grande portale d'arenaria e di due finestre murate del Seicento, si trova anche lo stemma malatestiano e quello della corporazione Delli Spetiali (XIV secolo), il portone in legno possiede le statue di Sant'Agostino e Santa Monica risalenti al XVII secolo. L'interno ad una navata e movimentato da alte colonne, recentemente riportato alla sua originale colorazione, conserva l'altare principale del 1802, la tela della Natività opera di Federico Zuccari, sopra l'ingresso vi è la tela rappresentante Madonna e santi di scuola bolognese secolo XVIII. Nel primo altare a sinistra si trova la rappresentazione della Madonna della cintura coi Santi Monica e Agostino tela di Giovanni Francesco Guerrieri.
- Chiesa di San Francesco. La chiesa situata di fronte piazza Dante e al parco fu edificata nel XVIII secolo al posto di un'altra dedicata a Santa Francesca Romana. L'alta facciata incompiuta conserva nella lunetta del portale un bassorilievo in arenaria, opere di Domenico Rosselli (XV secolo) raffigurante la Madonna con Bambino e i santi Francesco e Bernardino,  gravemente danneggiato durante l'ultimo conflitto. L'interno della chiesa ad una navata è in stile neoclassico e conserva sull'altare maggiore la tela del Guerrieri raffigurante Gesù crocifisso coi santi Francesco e Girolamo e un crocifisso ligneo del XVII secolo.
- Sant'Aldebrando. La chiesetta si trova nel cortile della vecchia rocca risale al XVIII secolo e nonostante le sue forme barocche conserva in una cappella, resto dell'antica omonima cattedrale, gli affreschi di Antonio Alberti da Ferrara narranti le storie del santo e databili alla prima metà del XV secolo; da questo punto si può ammirare il panorama di tutta la val Metauro dal Furlo al mare. In fondo alla navata destra si può trovare un calendario solare dove, ogni giorno a mezzodì, un raggio di sole indica in quale segno zodiacale ci si trova e l'altitudine del sole stesso sull'orizzonte
- Chiesa di Sant'Antonio. Sorge nel quartiere omonimo, sull'altra sponda del Metauro ed è originaria del secolo XIV, ma fu completamente rifatta nel XIX secolo ed in quell'occasione le fu cambiato orientamento: l'attuale vestibolo all'ingresso era in realtà l'abside quadrangolare, tuttora coperta da una volta a crociera con costoloni. Negli ultimi anni ha subìto dei restauri che hanno evidenziato, specie all'esterno, i vari palinsesti architettonici che si sono succeduti dalle origini fino al secolo scorso.
- Chiesa di S. Barbara, in Via Torricelli a Fossombrone, fu costruita a lato del Conservatorio delle Esposte agli inizi del 'secolo XVIII ed è intitolata in realtà alla Vergine Maria, e l'appellativo Santa Barbara le deriva dal nome della nobile benefattrice Barbara Foppi Piccini (1627-1716), il cui volto è riprodotto con relativa epigrafe in una parete della sacrestia. L'interno custodisce una tela con San Benedetto e Santa Scolastica, attribuita all'urbinate Antonio Viviani.[8]
- Colle dei Cappuccini. Su un colle di 329 m s.l.m., sul lato opposto a Fossombrone, si trova la chiesa di San Giovanni Battista, ora santuario del Beato Benedetto Passionei, del XVI secolo, con annesso convento dei padri francescani cappuccini, uno dei primissimi dell'ordine. Il luogo è chiamato anche Colle dei Santi, perché fu dimora di parecchi religiosi santi: il beato Benedetto, san Giuseppe da Copertino, san Serafino da Montegranaro.

### Siti archeologici
- Parco archeologico Forum Sempronii. Gli scavi effettuati hanno portato alla luce parte della consolare Flaminia, numerosi edifici porticati, pochi resti della cinta muraria, un edificio parzialmente adibito a terme ed un tratto del basolato romano, il tutto nelle vicinanze della chiesa di San Martino del Piano. Un secondo edificio termale di grosse dimensioni risalente al I secolo a.C. si trova nella parte sud degli scavi; le statue e gli altri resti mobili sono conservati ora nel museo Vernerecci.[9] [10].

### Aree naturali
- Pineta delle Cesane. Proseguendo a nord della Cittadella si arriva alla pineta della Cesane, distesa su un altipiano ad un'altezza media di 580 m s.l.m., creata dai prigionieri austro-ungarici nella prima guerra mondiale. La pineta incorpora anche il vivaio della guardia forestale ed è attraversata da una strada panoramica che da Fossombrone giunge fino a Urbino.

- Marmitte dei Giganti. Situate in una forra del fiume Metauro, nel territorio della frazione di San Lazzaro. La forra è lunga circa 500 metri, con una profondità massima di 20 metri, il punto più stretto è largo 1,50 metri. La gola si caratterizza per alte (circa 30 metri) pareti di pietra calcarea, con diverse cavità circolari, prodotte dal fluire millenario del fiume, che secondo un'antica leggenda popolare, erano grandi pentoloni in cui cucinavano i giganti. Vi sono anche piccole cascatelle che interrompono il corso dell'acqua. Sulla forra si trova l'antico ponte dei Saltelli o di Diocleziano, vicino alla Via Flaminia[11].

#### Alberi monumentali
Nel comune vi è una roverella inserita nell'elenco nazionale degli alberi monumentali, secondo quanto stabilito dalla legge 10/2013, situata in località Santa Maria della Valle - Ca' Gelsomini - Ca' Baldoni, ad un'altitudine di 190 m s.l.m., alta 16 m e con una circonferenza del fusto di 440 cm.

## Società

### Evoluzione demografica
Abitanti censiti

### Etnie e minoranze straniere
Secondo i dati ISTAT al 1º gennaio 2023 la popolazione straniera residente era di 684 persone e rappresentava il 7,5% della popolazione residente. Le comunità straniere più numerose sono:
1. Marocco, 149 (21,78%)
2. Romania, 83 (12,13%)
3. Cina, 75 (10,96%)
4. Moldavia, 70 (10,23%)
5. Albania, 61 (8,92%)
6. Macedonia del Nord, 40 (5,85%)
7. Nigeria, 22 (3,22%)
8. Germania, 20 (2,92%)
9. Kosovo, 17 (2,49%)
10. Paesi Bassi, 15 (2,19%)

### Sanità
In città vi è un Ospedale di Comunità dell'A.S.T. (Azienda Sanitaria Territoriale) Pesaro - Urbino.

### Religione
La confessione religiosa maggioritaria nel comune è quella cristiano cattolica, ma vi sono anche altre minoranze, come ad esempio quelle (islamica e cristiano ortodossa) legate all'etnie che si sono stabilite nel territorio negli ultimi decenni.
In merito alla chiesa cattolica, la città è sede vescovile dal V secolo. Nel 1973 fu unita in persona episcopi alla diocesi di Fano, a cui si aggiunse, nel 1977, anche la diocesi di Cagli-Pergola. Infine nel 1986 le tre circoscrizioni ecclesiastiche si fusero in plena unione, dando vita ad una nuova diocesi. Invece la frazione di Calmazzo ricade nel territorio dell'Arcidiocesi di Urbino-Urbania-Sant'Angelo in Vado.

## Cultura

### Istruzione

#### Biblioteche
Biblioteca civica "Passionei"
Fu istituita nel 1784 dall'umanista e archeologo mons. Benedetto Passionei, con la donazione di circa 6000 volumi. Si accrebbe nel XIX secolo, con i lasciti del sacerdote Giambattista Paoloni e dei conti Andrea Buffoni e Lattanzio Lattanzi. In seguito all'Unità d'Italia, incamerò le biblioteche degli enti ecclesiastici soppressi. Agli inizi del XX secolo, acquisì la donazione di mons. Augusto Vernarecci (una raccolta di incisioni di Rembrandt, Durer, Parmigianino, Tiepolo, Annibale e Agostino Carracci) ed altre. Tra gli anni settanta ed ottanta acquisì il fondo Stellacci (storia), il fondo Cesarini (giurisprudenza, letteratura ed arte) e fu istituito un fondo dedicato all'editoria marchigiana ed una fototeca, con circa 3.000 fotografie.
Sul finire del XIX secolo, ebbe sede nell'ex convento francescano, fino alla seconda guerra mondiale, quando l'edificio fu parzialmente distrutto (assieme a parte del patrimonio librario) dai bombardamenti. La sezione antica fu trasferita nella Corte Alta, mentre quella moderna restò nell'edificio. Le due sezioni furono nuovamente riunite in questo edificio nel 1977, con l'acquisizione di altri ambienti; giungendo all'estensione odierna di circa 550 mq. La sala di consultazione e quella dei manoscritti comprendono 35 posti.
Possiede un patrimonio di 50.000 volumi, suddivisi tra: 700 manoscritti, 100 cartelle di fogli sciolti, 51 manoscritti musicali, 10 pergamene, 90 incunaboli, 1.500 cinquecentine, 3.000 volumi seicenteschi, 5.500 volumi settecenteschi, circa 2.000 volumi ottocenteschi, 73 stampati musicali, 15 libretti operistici, 22 atlanti (tra cui alcuni del Coronelli) e 7 carte geografiche. Comprende anche un'emeroteca, con 650 periodici (70 ancora attivi), ed una piccola cineteca, con qualche VHS. Inoltre possiede una cospicua collezione di grafica, con 194 disegni (tra cui opere di Giulio Romano, Ulisse Severino e le caricature di Pier Leone Ghezzi), 437 stampe, 1.000 manifesti e 4.500 fotografie.

#### Ricerca
Fondazione "Monte di Pietà"
Deriva dall'antico Monte di Pietà, risalente al 1492. La Fondazione nacque nel 1507, quando fu eretta in ente morale dal duca Guidobaldo I da Montefeltro, distaccandola dall'attività creditizia. È senza scopo di lucro, oltre alle tradizionali finalità di assistenza e tutela delle categorie sociali più bisognose; la Fondazione vi ha affiancato anche attività ed opere in favore dell'istruzione, della sanità, dell'arte, dei beni culturali ed ambientali. Ha sede nel cinquecentesco palazzo Cattabeni.

#### Scuole
Istituto d'Istruzione Superiore "Luigi Donati"
È composto da tre indirizzi: il Liceo delle scienze umane, l'Istituto Tecnico Economico e l'Istituto Professionale dei Servizi per la Sanità e l'Assistenza Sociale (I.P.S.S.A.S.).
Istituto Comprensivo "Luigi e Stanislao Mercantini"
Si compone di cinque scuole dell'infanzia (una nel comune di Sant'Ippolito e due nelle frazioni di Calmazzo e Isola di Fano), quattro primarie (una nel comune di Sant'Ippolito e due nelle frazioni di Calmazzo e Isola di Fano) ed una secondaria di primo grado.

#### Musei
Museo archeologico e pinacoteca "Augusto Vernarecci"
La Corte alta attualmente ospita il museo e la pinacoteca fondate dall'omonimo studioso forsempronese nel 1901, questa sede venne stabilita negli anni sessanta in seguito al danneggiamento della prima durante la guerra.
Il museo negli ultimi decenni ha subito una grande espansione a causa dei ritrovamenti fortuiti e delle campagne di scavo a Forum Sempronii, ciò ha reso necessario nel 1997 il totale riallestimento delle sale del museo che mostrano il susseguirsi delle culture umane nella zona.
La pinacoteca che si trova dal 1993 nella Corte alta è una prestigiosa collezione nata grazie ancora ad Augusto Vernerecci ed ampliata dalle donazioni di Gustava Augusta Von Stein Ribecchi e dal conte Luigi Rocchi Camerata Passionei di Jesi erede della nobile famiglia fossombronese.
Nella pinacoteca si possono ammirare opere che vanno dal XVI al XIX secolo, miniature (XVIII e XIX secolo) ed una collezione di ceramiche dal XV al XVIII secolo.
L'Associazione Vernarecci cura attualmente la gestione di entrambe le strutture museali.
Casa museo e quadreria Cesarini
La casa museo si trova nel cinquecentesco palazzo Pergamino un tempo appartenente all'omonimo letterato, riaperta al pubblico nel 1988 si articola in venti sale di cui solo una d'arte antica le restanti contengono opere d'arte contemporanea e moderna dei migliori artisti italiani.
La quadreria fu lasciata in eredità al comune nel 1977 dal notaio Giuseppe Cesarini.

### Eventi
Trionfo del Carnevale
Il "Trionfo del Carnevale" o Carnevale Storico è una rievocazione storica rinascimentale che si svolge a Fossombrone la seconda domenica di maggio, giorno della Cursa all'Anello, gara che conclude il Palio del Cardinale. Ambientata nel 1559, in onore del Cardinale Giulio Della Rovere, è una contesa fra quartieri, borghi, ville e castelli della città antica.

## Geografia antropica

### Frazioni
Il territorio comunale è suddiviso in 11 frazioni: Fossombrone, Calmazzo, Ghilardino, Isola di Fano, Montalto Tarugo, San Lazzaro, Torricella, Bellaguardia, San Gervasio, San Martino dei Muri, San Piero in Tambis, Santa Maria della Valle.

## Infrastrutture e trasporti
La favorevole posizione geografica della città, le ha sempre permesso di godere di una buona rete infrastrutturale di collegamento con i centri vicini, soprattutto nella Val Metauro.

### Strade
Fin dall'età dei Romani la città è attraversata dalla Via Flaminia, ancor oggi esistente nonostante le necessarie modifiche per adeguarla al traffico moderno, con la denominazione Strada statale 3 Via Flaminia. Inoltre il territorio comunale è attraversato dalla Strada statale 73 bis, che in tale tratto costituisce una porzione della Superstrada E78. In corrispondenza della città vi sono due accessi alla suddetta superstrada, Fossombrone est e Fossombrone ovest.
Il casello autostradale più vicino è quello di Fano sull'A14, che dista 28 Km.

### Ferrovie
La città fu servita dalla linea Fano - Urbino, attivata nel 1915 e chiusa nel 1987; di cui ne restano i binari e la stazione.

## Amministrazione

### Gemellaggi
- Entraigues-sur-la-Sorgue

## Sport

### Ciclismo
Ha ospitato l'arrivo dell'ottava tappa del Giro d'Italia 2023, proveniente da Terni e vinta dall'irlandese Ben Healy.

### Basket
La società cestistica locale è la Metauro Basket Academy (Bartoli Mechanics per motivi di sponsorizzazione), nata nel 2019 dall'unione del Nuovo Basket Fossombrone, Pallacanestro Fermignano e Pallacanestro Calcinelli: nella stagione 2021-2022 compete in Serie C Silver, con 6 squadre nei campionati giovanili FIP e nel minibasket come Jumpers Fossombrone.

### Calcio
Il club calcistico è la Forsempronese, fondato nel 1949 con il nome di Polisportiva Forsempronese, ebbe una certa notorietà internazionale tra il 2005 e il 2010, allorché venne rilevato dallo stilista Dirk Bikkembergs e ribattezzato F.C. Bikkembergs Fossombrone. Sotto la presidenza della griffe belga la squadra raggiunse per la prima volta nella storia la Serie D riuscendo finanche a sfiorare la promozione in Serie C2. Dalla stagione 2023-2024 milita in Serie D. Sede delle gare interne è lo stadio Marcello Bonci. 
Seconda squadra di Fossombrone è l'Isola di Fano, basata nell'omonima frazione di circa 400 abitanti e mai spintasi oltre i campionati locali. Egualmente dilettantistica è la Sammartinese, che ha sede nel quartiere di San Martino del Piano.
Il futsal è rappresentato dalla società FFJ, milita nella categoria di serie D del campionato provinciale.